# Martin Dorazín
Martin Dorazín (* 11. listopadu 1968 Valašské Meziříčí) je český novinář, který se ve své práci zaměřuje zejména na zpravodajství z Ruska a Balkánu.

## Život
Vystudoval gymnázium ve Valašském Meziříčí, vysokoškolská studia oboru společenské vědy absolvoval v Rusku.
Od roku 1990 pracuje v Českém rozhlase, s výjimkou šesti let (1998–2004), kdy působil v České televizi. V 90. letech byl zvláštním zpravodajem na Slovensku a v bývalé Jugoslávii. Od roku 2005–2009 byl rozhlasovým zpravodajem v Polsku a Pobaltí, poté na Balkáně a v Libyi. od května 2013 byl zpravodajem pro Ruskou federaci a okolí. V září 2014 byl v Doněcku na východní Ukrajině spolu s kolegou Vítem Pohankou nakrátko zadržen proruskými separatisty, kterým se zdál podezřelý diktafon novinářů.
V květnu 2016 získal Cenu Karla Havlíčka Borovského „za objektivitu a výjimečnou formu zpravodajství z válečných konfliktů a krizových oblastí“.
V srpnu 2019 se přesunul z Ruska do Polska jako zahraniční zpravodaj Českého rozhlasu v Polsku a Pobaltí. Na této pozici působil do října roku 2022, vystřídala jej Kateřina Havlíková.
Ve druhé polovině ledna 2022 odjel Martin Dorazín z Varšavy na Ukrajinu. Několik dní před invazí na Ukrajinu sledoval např. výcvik domobrany v Mariupolu. Byl při tom, když Rusko zahájilo válku na Ukrajině. Jako válečný zpravodaj působil na Ukrajině dva měsíce. Po návratu uvedl, že se na Ukrajinu vrátí. V říjnu 2022 obsadil nově zřízenou pozici stálého zpravodaje Českého rozhlasu na Ukrajině.
V únoru 2023 získal Cenu Ferdinanda Peroutky za mimořádnou zpravodajskou práci nejenom v krizových oblastech.